# Миллс, Фиби
Фиби Миллс (англ. Phoebe Mills, род. 2 ноября 1972, Нортфилд, Иллинойс) — американская спортивная гимнастка. Бронзовая медалистка Олимпийских игр 1988 года на бревне.

## Биография
Выросла в спортивной семье, дети в которой специализировались в катании на коньках. Так, её брат Натаниел (Нейт) Миллс будет соревноваться на трёх Олимпиадах (в 1992, в 1994 и 1998 годах) в конькобежном спорте, а сестра Джессика Миллс в 1989 году выиграет юниорский чемпионат мира по фигурному катанию.
Сама Фиби сначала тоже сначала занималась конькобежным спортом, причём по состоянию на 1988 год мировой рекорд, поставленный ею в 8 лет на дистанции 500 метров в своей возрастной категории, всё ещё не был побит, но ещё маленькой перешла в гимнастику.
В 1987 году она была включена в состав сборной США на чемпионат мира в Роттердаме. Сборная тогда заняла 6-е место, а сама Фиби с 44-й суммой не прошла в финал личного многоборья.
Следующий год станет для неё самым удачным в карьере. В марте она выиграет личное многоборье на Американском кубке, потом личное многоборье на чемпионате США, потом на американских Олимпийских пробах и поедет на Олимпиаду в Сеул, где завоюет бронзу на бревне.